# Jazbine (Šentjur, Slovenija)
Jazbine je naselje u slovenskoj Općini Šentjuru. Jazbine se nalazi u pokrajini Štajerskoj i statističkoj regiji Savinjskoj. 

## Stanovništvo
Prema popisu stanovništva iz 2002. godine naselje je imalo 35 stanovnika.